# Reichenbach (sobrenome)
Reichenbach é um sobrenome de origem alemã. Portadores notáveis deste sobrenome incluem:
- Carl Reichenbach (1788–1869) —  químico, metalúrgico e naturalista alemão, estudou o sonambulismo e o mesmerismo
- Carlos Reichenbach (1945–2012) — roteirista, diretor cinematográfico, ensaísta e ator brasileiro
- Georg Friedrich von Reichenbach (1771–1826) — fabricante de instrumentos astronômicos alemão
- Hans Reichenbach (1891–1953) — filósofo e linguista alemão
- Heinrich Gottlieb Ludwig Reichenbach (1793–1879) — botânico e naturalista alemão
- Heinrich Gustav Reichenbach (1823–1889) — botânico alemão
- Sébastien Reichenbach (nascido em 1989) — ciclista suíço